# Cyclophora excellens
Cyclophora excellens är en fjärilsart som beskrevs av Felix Bryk 1942. Cyclophora excellens ingår i släktet Cyclophora och familjen mätare. Inga underarter finns listade i Catalogue of Life.